# Robert Dannemann
Robert Dannemann (* 6. Februar 1902 in Tungeln; † 28. September 1965 in London) war ein deutscher Politiker der FDP.

## Leben
Dannemann, der evangelischen Glaubens war, war Diplom-Landwirt von Beruf und als Beamter in der Landwirtschaftskammer Weser-Ems zunächst Landwirtschaftsrat. Seit 1949 war er Direktor dieser Landwirtschaftskammer. Er war der Sohn des DVP-Reichstagsabgeordneten Diedrich Dannemann.
Zum 1. Mai 1933 trat Dannemann der NSDAP bei (Mitgliedsnummer 2.855.940). Er trat 1933 auch der SA bei, war dort ab 5. Januar 1938 als Oberscharführer Mitglied einer Reiterstandarte.
Nach dem Zweiten Weltkrieg trat Dannemann der FDP bei, war für sie Gemeindevertreter in Wardenburg und gehörte auch dem Kreistag des Landkreises Oldenburg an, wo er auch stellvertretender Landrat war.
Bei der ersten Bundestagswahl 1949 wurde er im Wahlkreis Oldenburg – Ammerland für die FDP direkt ins Parlament gewählt. Er gewann den Wahlkreis auch 1953 aufgrund einer Wahlabsprache mit CDU und DP, die auf die Aufstellung eigener Kandidaten verzichteten. Dem Parlament gehörte er bis zur Mandatsniederlegung wegen seiner Berufung zum Präsidenten des Niedersächsischen Verwaltungsbezirks Oldenburg am 1. Juli 1955 an. Am 28. September 1965 verstarb er auf einer Dienstfahrt an den Folgen eines Herzkollapses im Londoner Universitätsklinikum. Sein Nachfolger als Verwaltungspräsident wurde Eduard Haßkamp. Von 1961 bis 1965 war er Mitglied des Beirats der Friedrich-Naumann-Stiftung.
Nach Dannemann waren die „Robert-Dannemann-Schule“ sowie das „Dannemann-Forum“ in Westerstede und sind der „Robert-Dannemann-Weg“ in Tungeln sowie die „Robert-Dannemann-Straße“ in Vechta benannt.

## Bewertung im 21. Jahrhundert
Wegen den nationalsozialistischen Verstrickungen Dannemanns wurde ab 2020 über die Ehrungen Dannemanns durch Benennung von Straßen und Schulen öffentlich diskutiert. Der Rat der Stadt Westerstede beschloss im Sommer 2021, der Robert-Dannemann-Schule einen neuen Namen zu geben und benannte sie zunächst um in Oberschule Westerstede.